# Gran Premio de los Países Bajos de Motociclismo de 2021
El Gran Premio de los Países Bajos de Motociclismo de 2021 (oficialmente Motul TT Assen) fue la novena prueba del Campeonato del Mundo de Motociclismo de 2021. Tuvo lugar en el fin de semana del 25 al 27 de junio de 2021 en el Circuito de Assen en Assen (Países Bajos).
La carrera de MotoGP fue ganada por Fabio Quartararo, seguido de Maverick Viñales y Joan Mir. Raúl Fernández fue el ganador de la prueba de Moto2, por delante de Remy Gardner y Augusto Fernández. La carrera de Moto3 fue ganada por Dennis Foggia, Sergio García fue segundo y Romano Fenati tercero. Eric Granado ganó la carrera de MotoE seguido de Jordi Torres y Alessandro Zaccone.

## Resultados

### Resultados MotoGP
| Pos.    | N.º | Piloto            | Equipo                       | Constructor | Vueltas | Tiempo    | Parrilla | Puntos |
| ------- | --- | ----------------- | ---------------------------- | ----------- | ------- | --------- | -------- | ------ |
| 1       | 20  | Fabio Quartararo  | Monster Energy Yamaha MotoGP | Yamaha      | 26      | 40:35.031 | 2        | 25     |
| 2       | 12  | Maverick Viñales  | Monster Energy Yamaha MotoGP | Yamaha      | 26      | +2.757    | 1        | 20     |
| 3       | 36  | Joan Mir          | Team SUZUKI ECSTAR           | Suzuki      | 26      | +5.760    | 10       | 16     |
| 4       | 5   | Johann Zarco      | Pramac Racing                | Ducati      | 26      | +6.130    | 5        | 13     |
| 5       | 88  | Miguel Oliveira   | Red Bull KTM Factory Racing  | KTM         | 26      | +8.402    | 6        | 11     |
| 6       | 63  | Francesco Bagnaia | Ducati Lenovo Team           | Ducati      | 26      | +10.035   | 3        | 10     |
| 7       | 93  | Marc Márquez      | Repsol Honda Team            | Honda       | 26      | +10.110   | 20       | 9      |
| 8       | 41  | Aleix Espargaró   | Aprilia Racing Team Gresini  | Aprilia     | 26      | +10.346   | 9        | 8      |
| 9       | 30  | Takaaki Nakagami  | LCR Honda IDEMITSU           | Honda       | 26      | +12.225   | 4        | 7      |
| 10      | 44  | Pol Espargaró     | Repsol Honda Team            | Honda       | 26      | +18.565   | 11       | 6      |
| 11      | 42  | Álex Rins         | Team SUZUKI ECSTAR           | Suzuki      | 26      | +21.372   | 7        | 5      |
| 12      | 33  | Brad Binder       | Red Bull KTM Factory Racing  | KTM         | 26      | +21.676   | 21       | 4      |
| 13      | 9   | Danilo Petrucci   | Tech3 KTM Factory Racing     | KTM         | 26      | +27.783   | 18       | 3      |
| 14      | 73  | Álex Márquez      | LCR Honda CASTROL            | Honda       | 26      | +29.772   | 16       | 2      |
| 15      | 23  | Enea Bastianini   | Avintia Esponsorama          | Ducati      | 26      | +32.785   | 19       | 1      |
| 16      | 32  | Lorenzo Savadori  | Aprilia Racing Team Gresini  | Aprilia     | 26      | +37.573   | 15       |        |
| 17      | 31  | Garrett Gerloff   | Petronas Yamaha SRT          | Yamaha      | 26      | +53.213   | 22       |        |
| 18      | 10  | Luca Marini       | SKY VR46 Avintia             | Ducati      | 26      | +1:06.791 | 17       |        |
| Ret     | 27  | Iker Lecuona      | Tech3 KTM Factory Racing     | KTM         | 18      | Caída     | 13       |        |
| Ret     | 43  | Jack Miller       | Ducati Lenovo Team           | Ducati      | 18      | Retirado  | 8        |        |
| Ret     | 89  | Jorge Martín      | Pramac Racing                | Ducati      | 14      | Retirado  | 14       |        |
| Ret     | 46  | Valentino Rossi   | Petronas Yamaha SRT          | Yamaha      | 7       | Caída     | 12       |        |
| Fuente: |     |                   |                              |             |         |           |          |        |

### Resultados Moto2
| Pos.    | N.º | Piloto                | Constructor | Vueltas | Tiempo    | Parrilla | Puntos |
| ------- | --- | --------------------- | ----------- | ------- | --------- | -------- | ------ |
| 1       | 25  | Raúl Fernández        | Kalex       | 24      | 39:01.832 | 1        | 25     |
| 2       | 87  | Remy Gardner          | Kalex       | 24      | +1.066    | 2        | 20     |
| 3       | 37  | Augusto Fernández     | Kalex       | 24      | +1.265    | 7        | 16     |
| 4       | 22  | Sam Lowes             | Kalex       | 24      | +1.879    | 3        | 13     |
| 5       | 72  | Marco Bezzecchi       | Kalex       | 24      | +8.329    | 16       | 11     |
| 6       | 79  | Ai Ogura              | Kalex       | 24      | +10.960   | 5        | 10     |
| 7       | 9   | Jorge Navarro         | Boscoscuro  | 24      | +13.993   | 6        | 9      |
| 8       | 97  | Xavi Vierge           | Kalex       | 24      | +16.052   | 23       | 8      |
| 9       | 23  | Marcel Schrötter      | Kalex       | 24      | +16.094   | 13       | 7      |
| 10      | 13  | Celestino Vietti      | Kalex       | 24      | +17.585   | 10       | 6      |
| 11      | 35  | Somkiat Chantra       | Kalex       | 24      | +18.286   | 17       | 5      |
| 12      | 75  | Albert Arenas         | Boscoscuro  | 24      | +18.812   | 15       | 4      |
| 13      | 62  | Stefano Manzi         | Kalex       | 24      | +19.273   | 22       | 3      |
| 14      | 12  | Thomas Lüthi          | Kalex       | 24      | +19.649   | 11       | 2      |
| 15      | 64  | Bo Bendsneyder        | Kalex       | 24      | +22.162   | 12       | 1      |
| 16      | 6   | Cameron Beaubier      | Kalex       | 24      | +22.223   | 24       |        |
| 17      | 2   | Alonso López          | Boscoscuro  | 24      | +25.569   | 26       |        |
| 18      | 96  | Jake Dixon            | Kalex       | 24      | +26.245   | 21       |        |
| 19      | 11  | Nicolò Bulega         | Kalex       | 24      | +27.323   | 25       |        |
| 20      | 42  | Marcos Ramírez        | Kalex       | 24      | +27.463   | 19       |        |
| 21      | 24  | Simone Corsi          | MV Agusta   | 24      | +27.638   | 20       |        |
| 22      | 18  | Manuel González       | MV Agusta   | 24      | +35.908   | 28       |        |
| 23      | 55  | Hafizh Syahrin        | NTS         | 24      | +38.517   | 29       |        |
| 24      | 70  | Barry Baltus          | NTS         | 24      | +46.728   | 27       |        |
| Ret     | 44  | Arón Canet            | Boscoscuro  | 19      | Caída     | 4        |        |
| Ret     | 21  | Fabio Di Giannantonio | Kalex       | 15      | Caída     | 14       |        |
| Ret     | 16  | Joe Roberts           | Kalex       | 7       | Retirado  | 18       |        |
| Ret     | 19  | Lorenzo Dalla Porta   | Kalex       | 0       | Caída     | 8        |        |
| Ret     | 14  | Tony Arbolino         | Kalex       | 0       | Caída     | 9        |        |
| DNS     | 40  | Héctor Garzó          | Kalex       |         | No empezó |          |        |
| Fuente: |     |                       |             |         |           |          |        |

### Resultados Moto3
| Pos.    | N.º | Piloto             | Constructor | Vueltas | Tiempo    | Parrilla | Puntos |
| ------- | --- | ------------------ | ----------- | ------- | --------- | -------- | ------ |
| 1       | 7   | Dennis Foggia      | Honda       | 22      | 37:35.287 | 3        | 25     |
| 2       | 11  | Sergio García      | Gas Gas     | 22      | +0.078    | 4        | 20     |
| 3       | 55  | Romano Fenati      | Husqvarna   | 22      | +0.207    | 2        | 16     |
| 4       | 37  | Pedro Acosta       | KTM         | 22      | +1.352    | 18       | 13     |
| 5       | 24  | Tatsuki Suzuki     | Honda       | 22      | +1.445    | 12       | 11     |
| 6       | 17  | John McPhee        | Honda       | 22      | +1.510    | 11       | 10     |
| 7       | 40  | Darryn Binder      | Honda       | 22      | +1.338    | 8        | 9      |
| 8       | 2   | Gabriel Rodrigo    | Honda       | 22      | +9.095    | 6        | 8      |
| 9       | 43  | Xavier Artigas     | Honda       | 22      | +9.140    | 9        | 7      |
| 10      | 52  | Jeremy Alcoba      | Honda       | 22      | +10.383   | 1        | 6      |
| 11      | 82  | Stefano Nepa       | KTM         | 22      | +13.503   | 25       | 5      |
| 12      | 28  | Izan Guevara       | Gas Gas     | 22      | +13.555   | 13       | 4      |
| 13      | 27  | Kaito Toba         | KTM         | 22      | +21.057   | 5        | 3      |
| 14      | 23  | Niccolò Antonelli  | KTM         | 22      | +22.090   | 7        | 2      |
| 15      | 53  | Deniz Öncü         | KTM         | 22      | +27.036   | 15       | 1      |
| 16      | 22  | Elia Bartolini     | KTM         | 22      | +35.745   | 16       |        |
| 17      | 6   | Ryusei Yamanaka    | KTM         | 22      | +35.801   | 22       |        |
| 18      | 54  | Riccardo Rossi     | KTM         | 22      | +35.811   | PL       |        |
| 19      | 67  | Alberto Surra      | Honda       | 22      | +35.879   | 26       |        |
| 20      | 5   | Jaume Masiá        | KTM         | 22      | +45.670   | 10       |        |
| 21      | 20  | Lorenzo Fellon     | Honda       | 22      | +1:03.492 | 14       |        |
| 22      | 66  | Joel Kelso         | KTM         | 22      | +1:03.552 | 19       |        |
| 23      | 92  | Yuki Kunii         | Honda       | 22      | +1:03.769 | 20       |        |
| 24      | 19  | Andi Farid Izdihar | Honda       | 22      | +1:03.979 | 24       |        |
| 25      | 32  | Takuma Matsuyama   | Honda       | 22      | +1:04.137 | 23       |        |
| Ret     | 31  | Adrián Fernández   | Husqvarna   | 13      | Caída     | 21       |        |
| Ret     | 16  | Andrea Migno       | Honda       | 10      | Retirado  | 17       |        |
| 1. 2.   |     |                    |             |         |           |          |        |
| Fuente: |     |                    |             |         |           |          |        |

### Resultados MotoE
| Pos.    | N.º | Piloto             | Constructor | Vueltas | Tiempo    | Parrilla | Puntos |
| ------- | --- | ------------------ | ----------- | ------- | --------- | -------- | ------ |
| 1       | 51  | Eric Granado       | Energica    | 7       | 12:10.143 | 1        | 25     |
| 2       | 40  | Jordi Torres       | Energica    | 7       | +0.844    | 4        | 20     |
| 3       | 61  | Alessandro Zaccone | Energica    | 7       | +0.925    | 3        | 16     |
| 4       | 11  | Matteo Ferrari     | Energica    | 7       | +1.518    | 6        | 13     |
| 5       | 3   | Lukas Tulovic      | Energica    | 7       | +2.656    | 2        | 11     |
| 6       | 27  | Mattia Casadei     | Energica    | 7       | +2.692    | 8        | 10     |
| 7       | 54  | Fermín Aldeguer    | Energica    | 7       | +2.742    | 7        | 9      |
| 8       | 78  | Hikari Okubo       | Energica    | 7       | +4.728    | 10       | 8      |
| 9       | 68  | Yonny Hernández    | Energica    | 7       | +4.715    | 16       | 7      |
| 10      | 71  | Miquel Pons        | Energica    | 7       | +6.652    | 17       | 6      |
| 11      | 19  | Corentin Perolari  | Energica    | 7       | +6.836    | 9        | 5      |
| 12      | 18  | Xavier Cardelús    | Energica    | 7       | +8.095    | 18       | 4      |
| 13      | 21  | Kevin Zannoni      | Energica    | 7       | +8.208    | 11       | 3      |
| 14      | 9   | Andrea Mantovani   | Energica    | 7       | +9.155    | 13       | 2      |
| 15      | 6   | María Herrera      | Energica    | 7       | +10.270   | 12       | 1      |
| 16      | 80  | Jasper Iwema       | Energica    | 7       | +23.227   | 14       |        |
| 17      | 14  | André Pires        | Energica    | 7       | +29.349   | 15       |        |
| 18      | 77  | Dominique Aegerter | Energica    | 7       | +50.109   | 5        |        |
| Fuente: |     |                    |             |         |           |          |        |